# Hans Rudolf Hartung
Hans Rudolf Hartung (* 10. April 1929 in Münster; † 4. Februar 2012 in Soest) war ein deutscher Journalist und Schriftsteller.

## Leben
Hartung studierte nach einem Volontariat bei der Westfalenpost Jura in Bonn und arbeitete seit 1949 für Zeitungen und Zeitschriften sowie das Fernsehen (WDR). 1956 ging er als Pressereferent zum Landschaftsverband Rheinland, dem Verwaltungsverband für überörtliche Aufgaben der rheinischen Städte und Kreise. Dort war er ab 1972 als Landesrat für Kultur und von 1980 bis 1985 als Erster Landesrat tätig. In seiner Amtszeit wurden wichtige Projekte der Denkmalpflege im Rheinland angestoßen.
Hartung war Mitglied der FDP seit 1972.

## Rezeption
Neben seinen journalistischen Arbeiten entstand mit den Jahren ein beachtenswertes Œuvre an Sachbüchern, in denen sich Hartung mit seiner Heimat Soest auseinandersetzte. Auch seine autobiografischen Werke lassen die Liebe zur Heimat nicht vermissen. Er gründete die Kulturzeitschrift „Neues Rheinland“ nach dem Zweiten Weltkrieg wieder.

## Werke (Auswahl)
Autobiographisches
- Das große Morgenrot. Eine Jugend in Westfalen zwischen Krieg und Frieden; Roman. Westfälischer Anzeiger VG, Hamm 1998, ISBN 3-924966-19-2.
- Sind Sie Rheinländer? Erinnerungen 1956 bis 1985. Verlag J.P. Bachem, Köln 2001, ISBN 3-7616-1495-0.

Belletristisches
- Soest in der Sage. Jahn-Verlag, Soest 1994, ISBN 3-924966-04-4.

Sachbücher
- Soest im Krieg. Jahn-Verlag, Soest 1995, ISBN 3-924966-05-2.
- Das neue Soest. Entwicklungen in den ersten 50 Jahren nach dem Zweiten Weltkrieg. Jahn-Verlag, Soest 1996, ISBN 3-924966-09-5.
- Soest. Die 50er Jahre im Bild. Prolibri-Verlag, Kassel 2000, ISBN 3-935263-04-X.
- Soest und die Hanse. Jahn-Verlag, Soest 1995, ISBN 3-924966-06-0.
- Soester Seligkeiten. Verlag Ritter, Soest 1990, ISBN 3-9801714-1-8.
- Soest-Rundgänge. Westfälischer Anzeiger VG, Hamm 2000, ISBN 3-924966-27-3.
- Der Kreis Soest. Bilder und Beobachtungen. Mocker & John, Soest 1989, ISBN 3-87902-211-9.